# Edmonton Mill Woods
Circonscription électorale fédérale du Canada
Edmonton Mill Woods est une ancienne circonscription électorale fédérale canadienne de l'Alberta. Elle comprenait une partie de la ville d'Edmonton.
Les circonscriptions limitrophes étaient Edmonton—Wetaskiwin, Edmonton Riverbend, Edmonton Strathcona et Sherwood Park—Fort Saskatchewan.
Lors du redécoupage électoral de 2022, la circonscription a été abolie et redistribuée parmi Edmonton-Sud-Est, Edmonton Gateway et Edmonton Strathcona.

## Députés
| Législature                                              | Années       | Député | Député        | Parti        |
| -------------------------------------------------------- | ------------ | ------ | ------------- | ------------ |
| Edmonton Mill Woods issue d'Edmonton—Mill Woods—Beaumont |              |        |               |              |
| 42e                                                      | 2015–2019    |        | Amarjeet Sohi | Libéral      |
| 43e                                                      | 2019–2021    |        | Tim Uppal     | Conservateur |
| 44e                                                      | 2021–Présent |        | Tim Uppal     | Conservateur |

## Résultats électoraux
Le premier scrutin a eu lieu en 2015.
|       | Candidat       | Parti             | # de voix | % des voix |
|       | (x) Tim Uppal  | Conservateur      | +20 331,  | 41,06 %    |
|       | Amarjeet Sohi  | Libéral           | +20 423,  | 41,24 %    |
|       | Jasvir Deol    | NPD               | +06 330,  | 12,78 %    |
|       | Ralph McLean   | Vert              | +01 096,  | 2,21 %     |
|       | Naomi Rankin   | Communiste        | +00096,   | 0,19 %     |
|       | Peter Downing  | Héritage chrétien | +00285,   | 0,58 %     |
|       | Allen KW Paley | Parti libertarien | +00396,   | 0,8 %      |
|       | Colin Stubbs   | Indépendant       | +00560,   | 1,13 %     |
| Total | Total          | Total             | 49 517    | 100 %      |